# 147. rezervní divize (Wehrmacht)
147. rezervní divize (německy 147. Reserve-Division) byla pěší divize německé armády (Wehrmacht) za druhé světové války.

## Historie
Divize byla založena 1. října 1942 v Augsburgu. Divize byla v lednu 1944 obklíčena u města Novohrad-Volynskyj a po probití se z kotle byla přeložena do vojenského prostoru Jih u města Dębica v jižním Polsku. Zde byla 147. rezervní divize použita k vytvoření 363. pěší divize.